# Gran Premio de Llodio 2010
Il Gran Premio de Llodio 2010, sessantunesima edizione della corsa e valida come evento del circuito UCI Europe Tour 2010 categoria 1.1, fu disputata il 24 aprile 2010, per un percorso totale di 172,3 km. Fu vinta dallo spagnolo Ángel Vicioso, al traguardo con il tempo di 4h07'53" alla media di 41,705 km/h.
Partenza con 127 ciclisti di cui 89 portarono a termine il percorso.

## Ordine d'arrivo (Top 10)
| Pos. | Corridore           | Squadra         | Tempo    |
| ---- | ------------------- | --------------- | -------- |
| 1    | Ángel Vicioso       | Andalucía       | 4h07'53" |
| 2    | Marcos Fernández    | Xacobeo Galicia | s.t.     |
| 3    | Jérôme Coppel       | Saur-Sojasun    | s.t.     |
| 4    | Fabricio Ferrari    | Caja Rural      | s.t.     |
| 5    | Constantino Zaballa | Loulé           | s.t.     |
| 6    | Cyril Bessy         | Saur-Sojasun    | a 18"    |
| 7    | Egoitz García       | Caja Rural      | a 27"    |
| 8    | Aitor Pérez         | Footon          | s.t.     |
| 9    | Diego Gallego       | Burgos 2016     | a 50"    |
| 10   | Michał Kwiatkowski  | Caja Rural      | s.t.     |